# Karl-Henrik Robèrt
Karl-Henrik Robèrt (Stoccolma, 1º febbraio 1947) è un oncologo, ambientalista e attivista svedese per i movimenti sulla sostenibilità.

## Biografia
Dopo aver conseguito il Ph.D. in medicina al Istituto Karolinska di Stoccolma in Svezia divenne professore associato al Karolinska Institutet e capo della divisione di ematologia clinica nel reparto di medicina dell'Huddinge Hospital di Stoccolma. 
Negli anni ottanta elaborò un documento nazionale di principi condivisi di sostenibilità; una volta completato, con l'approvazione della Casa Reale Svedese, il documento informativo venne diffuso a famiglie svedesi e scuole. 
Karl-Henrik Robèrt in seguito (nel 1989) fondò l'associazione di consulenza non profit The Natural Step costituita da scienziati e ricercatori, per ampliare studi sulla sostenibilità. Negli anni novanta, ha collaborato con il fisico John Holmberg ipotizzando una società sostenibile in relazione alle leggi della termodinamica e ai cicli naturali.

## Premi e riconoscimenti
- Nel 2000 Robèrt ha ricevuto il Green Cross Millennium Award for International Environmental Leadership.
- Nel 2001 ha vinto il Premio Blue Planet.[4]
- Nel 2006 è stato il primo vincitore della Social Responsibility Laureate Medal.